# 姆特诺费列特

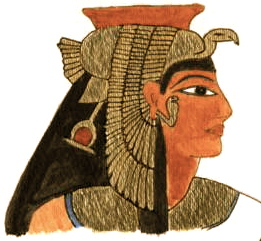
一位新王国时期的皇后

姆特诺费列特（mutnofret）是埃及第十八王朝的王后，图特摩斯一世的侧室妻子，图特摩斯二世，阿蒙摩斯，娃徳杰摩斯与拉摩斯之母。她的名字意思是“姆特女神很美”。她可能是雅赫摩斯一世之女，阿蒙霍特普一世之姐妹。她出现于一块从拉美西姆出土的石碑，也出现于停灵庙的壁画上，考古学家也发现了她的一个雕像。图特摩斯二世统治埃及时，姆特诺费列特仍然活着。